# District
Un district est une division administrative plus ou moins importante dans certains pays. Les formes de gouvernance sont variables, depuis une simple subdivision sans autonomie jusqu'à un territoire autonome avec une représentation élue. De même, la superficie va de celle d'un quartier jusqu'à celle d'une région.

## District fédéral
Dans certains pays, le district fédéral est un territoire qui abrite la capitale fédérale. Géré directement par le gouvernement fédéral, il n'a pas le statut d'État fédéré. En Russie, les districts fédéraux sont des subdivisions regroupant plusieurs sujets.
- District de Columbia aux États-Unis
- District fédéral au Brésil
- District fédéral du Mexique
- Districts fédéraux de Russie
- District capitale au Venezuela

## Allemagne
Le district (en allemand Regierungsbezirk) est une division territoriale de certains Länder allemands. Le district est lui-même subdivisé en arrondissements ou cercles (en allemand Kreis ou Landkreis).

## Autriche
Le mot « district » désigne en français la subdivision dénommée Bezirk en allemand, correspondant à l'échelon administratif inférieur à l’État (ou Land).

## Belgique
En Belgique, le district est soit :
- district provincial : circonscription électorale pour les élections provinciales (c'est un regroupement de cantons électoraux au sein d'un même arrondissement administratif) (voir aussi la liste) ;
- district d'état-civil : actuellement, les registres d'état-civil de la ville de Tournai et d'Anvers sont divisés et tenus séparément dans les districts d'état-civil [1] : 
  - Tournai : Tournai, Froidmont, Gaurain, Kain et Templeuve[2],
  - Anvers : les districts urbains,
  - entre 1921 et 1994, la ville de Bruxelles a été divisée en deux districts d'état-civil [3] ;
- district urbain : une administration infra-communale (dotée d'un conseil élu, d'un bureau et d'un président) pouvant être créée dans les communes de plus de 100 000 habitants (seul Anvers y recourt actuellement), dans l'hypothèse de leur emploi en Région wallonne, ils s'appelleraient des secteurs[4].

## Brésil
Les districts municipaux du Brésil sont des territoires qui subdivisent les municipalités et qui, eux-mêmes, peuvent  être subdivisés en quartiers (bairros). Dans des municipalités importantes, ils peuvent aussi être le siège de sous-préfectures (Subprefeitura) ou d’administration régionale comme dans le cas propre à Rio de Janeiro. Les districts dans la législation brésilienne, remplacent les anciennes Freguesias du Brésil Colonial qui existent encore dans la constitution portugaise.
Ces districts sont soumis au pouvoir de la préfecture qui a le pouvoir constitutionnel de les créer ou les éliminer. Dans beaucoup de municipalités, ils ont peu d’importance et parfois ils n’existent même pas (district unique). Normalement, une municipalité ne se divise en plus d’un district que lorsqu'il s’y trouvent des peuplements significatifs en nombre d’habitants et qu'ils sont éloignés de l’aire urbaine principale. En général, ces districts lorsqu’ils ne sont pas absorbés par l’accroissement naturel de la cité, tendent à vouloir se transformer en de nouvelles municipalités.
Le district peut aussi au Brésil avoir d'autres significations :
- le district Fédéral : la capitale du pays ;
- le seul district d’État : L’île de Fernando de Noronha, district de l’État de Pernambouc ;
- le district policier : aire de responsabilité d’un commissariat de police (delegacia de policia) ;
- une éventuelle adoption du vote distrital créerait des districts électoraux.

## Cameroun
Au Cameroun, un district est une subdivision départementale agglomérant des petits villages ruraux trop petits pour être érigés en commune.

## Canada
Dans les Territoires du Nord-Ouest les districts étaient une division territoriale du territoire, ils ont disparu lors de la formation du Nunavut.
En Ontario, un district est une subdivision de base dans le nord-est démographiquement peu dense de la province, plus étendue que les comtés, les régions municipales et les municipalités situées dans la partie sud-est urbanisée de la province.
En Colombie-Britannique un district est une division sur deux niveaux :
- un district régional (regional district) est une agglomération de municipalités de la province ;
- municipales de la province.

En Nouvelle-Écosse, nous y trouvons un district municipal.

## Chine
Le mot district désigne en français la subdivision dénommée 区 (pinyin : qū) en chinois. Ce terme chinois est également utilisé pour traduire la notion française d'arrondissement municipal qui est proche du district chinois.
Le district urbain est une subdivision administrative de la République populaire de Chine.

## Djibouti
À Djibouti, le district est le premier niveau de subdivision du pays.

## Espagne
Le district espagnol (es) est une subdivision administrative locale. La loi relative aux grandes villes en prévoit la création – quoiqu'il en existait déjà auparavant – et définit l'organisation du district comme un élément de participation citoyenne dans les municipalités à forte population.

## États-Unis
Voir aussi District de l'Alaska (1884-1912) (en).
Il y a plusieurs types de districts aux États-Unis :

### District fédéral

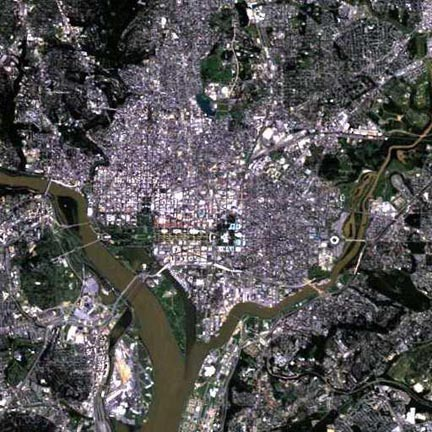
Photo satellite de Washington, DC (District of Columbia).

Le District of Columbia est la seule partie des États-Unis, à l'exclusion des territoires, qui n'est située dans aucun des cinquante États.

### Circonscriptions législatives
Une circonscription ayant un représentant au Congrès des États-Unis est un district congressionnel. Chaque État est organisé en un ou plusieurs de ces districts ; le nombre exact dans chaque état est basé sur le recensement des États-Unis de l'année 2000. Seuls les électeurs de chaque circonscription sont autorisés à voter lors de l'élection du membre de la chambre des représentants de cette circonscription. Globalement il y a 435 districts du Congrès aux États-Unis ; chacun compte environ 630 000 personnes.
Une circonscription doté d'un représentant dans une législature d'État est un « district législatif »; le territoire sur lequel un tribunal fédéral a compétence est un « district judiciaire fédéral ».
Les conseils municipaux qui ne sont pas élus au scrutin plurinominal peuvent avoir des circonscriptions appelées districts ou quartiers.

### Districts à usage unique
Les États-Unis ont également de nombreux types de « districts à vocation spéciale » dont les pouvoirs locaux sont limités. Les « districts scolaires » sont les plus courants, mais d'autres types de districts existent :
- les districts de collèges communautaires ;
- les districts hospitaliers ;
- les districts de services publics ;
- les districts d'irrigation ;
- les districts portuaires ;
- les districts de transport en commun.

À la fin du XXe siècle de nombreuses villes ont adopté des noms de  « districts non gouvernementaux » pour accroître la reconnaissance et l'identité des aires de district par rapport à celles appartenant aux villes limitrophes. L'exemple le plus caractéristique se trouve à Los Angeles où certains districts et villes limitrophes sont toutes désignés en tant que districts, tandis que d'autres parties sont déclarées comme villes indépendantes. Par exemple : Hollywood est un district de Los Angeles, tandis que Beverly Hills et West Hollywood sont  des corporations municipales indépendantes, disposant chacune de leur propre gouvernement et service de police. Une telle organisation peut prêter à confusion, car la différence entre districts et villes voisines n'est souvent pas évidente ; ces entités, quelle que soit leur appellation, étant toutes des composantes de la Région métropolitaine de Los Angeles.
Au limites de chaque district sont parfois implantés des « panneaux de district » où figure l'insigne de la ville ; tandis qu'aux limites d'une ville, un panneau de limite de ville est habituellement placé sur la rue avec, au moins, le nom et la population de la ville et où est parfois indiqué son altitude. La distinction importante entre villes limitrophes et zones classées en districts est que ces derniers font toujours partie de la ville mère et sont régis par les lois et ordonnances de cette ville.
Par ailleurs, divers organismes fédéraux, régionaux et locaux tels que le Registre national des lieux historiques sont chargés d'identifier les districts historiques.

### L'exemple de Philadelphie
Dès la fin du XVIIIe siècle, en vertu de la loi de consolidation de Philadelphie (en) de 1854, les districts furent politiquement  des municipalités indépendantes constituant des quartiers adjacents densément peuplés mais situés en dehors des limites légales de la ville de Philadelphie. Northern Liberties-Philadelphie (en), Southwark-Philadelphie (en) se classaient alors, au plan démographique, parmi les dix plus grandes municipalités des États-Unis.

## France

### AuXVIIIesiècle
Les districts ont été le premier niveau de subdivision des départements français, de 1790 à 1795. Supprimés en 1795, ils ont été remplacés par les arrondissements, créés en 1800.
- Districts de Paris, une subdivision de la ville de Paris en cours au début la Révolution française, de 1789 à 1790 ;
- District de Paris, une des trois subdivisions du département de Paris de 1790 à 1795.

### AuXXesiècle
Le district urbain, créée en 1959, est une ancienne forme de coopération intercommunale, regroupant plusieurs communes en général d'un même canton, voire de tout un canton. Cette forme d'intercommunalité a disparu en évoluant vers la communauté de communes ou la communauté d'agglomération, à la suite de la loi relative au renforcement et à la simplification de la coopération intercommunale, dite loi Chevènement.
- La collectivité d'outre-mer de Polynésie française est découpée en cinq districts.
- Les terres australes et antarctiques françaises sont composées de cinq districts également.

## Hongrie
La Hongrie est organisée en districts et en comitats.

## Inde
En Inde, les districts sont des subdivisions des États et territoires.

## Indonésie
En Indonésie, l'équivalent du district, le kecamatan, est une subdivision du kabupaten, lui-même une subdivision de la province. Dans le cadre de la loi no. 21 de 2001 portant autonomie régionale, les kecamatan des provinces de Papouasie et Papouasie occidentale ont été renommés distrik.

## Israël
Israël compte six districts dirigés par des commissaires nommés par le Ministre de l'Intérieur. Ils sont divisés en quinze sous-districts (en hébreu : nafot נפות; singulier : nafa) qui sont eux-mêmes divisés en 50 régions naturelles.

## Japon
Au Japon, les districts sont des subdivisions situés entre les préfectures et les villes.

## Kenya
Au Kenya, les districts (wilaya, mawilaya au pluriel) sont, jusqu'en 2012, les premières subdivisions administratives des 7 provinces (mkoa, mikoa au pluriel) et de la zone de Nairobi (mkoa Nairobi). Après les élections législatives d'août 2012, elles seront les premières subdivisions administratives des 47 comtés. Les provinces « administratives » seront alors abandonnées au profit des comtés à la fois « exécutifs et législatifs ».
Les districts sont eux-mêmes partagés en divisions administratives (tarafa, watarafa au pluriel) elles-mêmes divisées en localités (mtaa, wataa au pluriel) puis en sous-localités (Kijiji, vijiji au pluriel).
Les districts sont, depuis 2010, au nombre de 256, bien que, en août 2009, la Haute Cour de justice kényane (Hight Court of Kenya) ayant compétence en matière de constitution et de révision des lois, a déclaré que tous les districts constitués après 1992 sont illégaux et ont été créés « in complete disregard of the Law » (« dans le mépris complet de la loi »). Pour la cour, seuls les 46 districts créés avant 1992 ont une valeur juridique.

## Liban
Au Liban, le caza (القضاء), avec à sa tête un caïmacan, est un district, de la mouhafaza dirigée par le muhafiz.

## Luxembourg
Au Luxembourg, cette subdivision administrative regroupant les cantons a été supprimée en 2015.

## Madagascar
À Madagascar, un district est subdivision administrative d'une région (faritra), et sont eux meme divisés en communes (kaominina).

## Nouvelle-Calédonie
En Nouvelle-Calédonie les districts sont une subdivision des Aires coutumières.

## Pays-Bas
Amsterdam est divisé en plusieurs districts ou Stadsdeel en néerlandais.

## Pologne
En Pologne, on peut désigner en français district la subdivision dénommée powiat en polonais correspondant à l'échelon administratif inférieur à la voïvodie.

## Russie
Le mot français district peut s'appliquer selon les auteurs aux raions ou aux okrougs de Russie.

## Polynésie française
En Polynésie française, les districts étaient à l'époque coloniale le nom des subdivisions des îles des cinq archipels. Ces districts sont aujourd'hui devenus des communes ou des communes associées.

## Slovaquie
Le mot « district » désigne en français la subdivision dénommée okres en slovaque, correspondant à l'échelon administratif inférieur à la région (kraj en slovaque).

## Suisse
En Suisse, les districts sont une subdivision des cantons regroupant les communes. Il n'y en a pas dans tous les cantons car selon la Constitution tous les cantons sont souverains et décident donc de leur organisation territoriale.

## Royaume-Uni
Au Royaume-Uni, les districts sont une subdivision des comtés regroupant les paroisses civiles.

## Taïwan
À Taïwan, le district 區 (pinyin : qū) est le 3e niveau de la division administrative. C'est une division de la municipalité spéciale et de la ville provinciale de la province de Taiwan. Actuellement[Quand ?], il y a 157 districts au total de 5 municipalités spéciales et 3 villes provinciales.

## Tchéquie
Le mot « district » désigne en français la subdivision dénommée okres en tchèque, correspondant à l'échelon administratif inférieur à la région (kraj en tchèque).

## Turquie
En Turquie, un district (turc : ilçe) est une subdivision administrative d'une province (turc : il). Un district est gouverné par un gouverneur de district (turc : aymakam) nommé par le Ministre de l'Interieur, et par un maire élu par le peuple.

## Autres pays
- Côte d'ivoire : districts de Côte d’Ivoire ;
- Ghana : district (Ghana) ;
- Indonésie : district (Indonésie) ;
- Malaisie : district (Malaisie) ;
- Mali : Cercles du Mali ;
- Île de Man : district (île de Man) ;
- Nauru : districts de Nauru ;
- Népal : districts du Népal ;
- Pérou : district (Pérou) ;
- Portugal : district (Portugal) ;
- Rwanda : district (Rwanda) ;
- Thaïlande : amphoe ;
- Viêt Nam : Huyện.